# Emerson Rivaldo Rodríguez
Emerson Rivaldo Rodríguez Valois (Buenaventura, 25 agosto 2000) è un calciatore colombiano, attaccante del Ludogorec.

## Carriera
Cresciuto nel settore giovanile dei Millonarios, debutta in prima squadra il 7 ottobre 2020 occasione del match di Categoría Primera A pareggiato 2-2 contro il Deportes Tolima.
Il 19 gennaio 2022 si accasa all'Inter Miami.

## Statistiche
Statistiche aggiornate al 10 gennaio 2022.

### Presenze e reti nei club
| Stagione        | Squadra         | Campionato      | Campionato | Campionato | Coppe nazionali | Coppe nazionali | Coppe nazionali | Coppe continentali | Coppe continentali | Coppe continentali | Altre coppe | Altre coppe | Altre coppe | Totale | Totale | Totale |
| Stagione        | Squadra         | Comp            | Pres       | Reti       | Comp            | Pres            | Reti            | Comp               | Pres               | Reti               | Comp        | Pres        | Reti        | Pres   | Reti   |        |
| --------------- | --------------- | --------------- | ---------- | ---------- | --------------- | --------------- | --------------- | ------------------ | ------------------ | ------------------ | ----------- | ----------- | ----------- | ------ | ------ | ------ |
| 2019            | Valledupar      | B               | 8          | 0          | CC              | 0               | 0               |                    | -                  | -                  |             | -           | -           | 8      | 0      |        |
| 2020            | Millonarios     | A               | 15         | 3          | CC              | 1               | 0               | CS                 | 2                  | 0                  |             | -           | -           | 18     | 3      |        |
| 2021            | Millonarios     | A               | 39         | 5          | CC              | 0               | 0               |                    | -                  | -                  |             | -           | -           | 39     | 5      |        |
| Totale carriera | Totale carriera | Totale carriera | 62         | 8          |                 | 1               | 0               |                    | 2                  | 0                  |             | -           | -           | 65     | 8      |        |

## Palmarès
- Supercoppa di Bulgaria: 1

Ludogorec: 2024
- Campionato bulgaro: 1

Ludogorec: 2024-2025